# 콤솔 멀티피직스
콤솔 멀티피직스(COMSOL Multiphysics)는 편미분방정식으로 구현된 물리현상을 시뮬레이션할 수 있는 모델링 패키지 소프트웨어이다. 복잡한 문제를 빠르고 신속하게 풀 수 있는 최고의 솔버(Solver)기능을 제공하고 있으며, 사용자 편의를 도모하도록 쉽고 간편하게 되어 있다.
본 소프트웨어에서 제공하는 선 정의 되어 있는 다중물리식을 이용하여 복합적으로 구현하고자 하는 모델을  쉽게 할 수 있으며, 선 정의식 이외에 사용자가 직접 식을 만들어서 적용할 수도 있다.
실제 현실세계에서 일어나는 복잡하고 다양한 모델을 재빠르게 구현하기 위해서 사용자 편의성을 고려한 COMSOL Multiphysics 소프트웨어는, 여러분들께 다중물리현상을 쉽게 적용할 수 있도록 도와줄 것이다.
신속 정확한 결과를 도출할 수 있는 COMSOL Multiphysics 소프트웨어를 이용하여 연구소, 기업체, 학교 등에서 다채롭게 적용할 수 있다.

## 확장 모듈

### Electrical
1. AC/DC (전자기)
2. RF
3. Wave Optics
4. Ray Optics - MEMS
5. Plasma (플라즈마)
6. Semiconductor (반도체)

### Mechanical
1. Heat Transfer (열전달)
2. Structural Mechanics
3. Nonlinear Structural Materials
4. Geomechanics
5. Fatigue (피로)
6. Multibody Dynamics (다물체 동역학)
7. Acoustics (음향학)

### Fluid
1. CFD
2. MIxer
3. Microfluidics
4. Subsurface Flow
5. Pipe Flow
6. Molecular Flow

### Chemical
1. Chemical Reaction Engineering (화학공학)
2. Batteries & Fuel Cells
3. Electrodeposition
4. Corrosion (부식)
5. Electrochemistry (전기화학)

### Multipurpose
1. Optimization (최적화)
2. Material Library
3. Particle Tracing

### Interfacing
1. LiveLinkTM for MATLAB®
2. LiveLinkTM for Excel®
3. CAD Import
4. ECAD Import
5. LiveLinkTM for SolidWorks®
6. LiveLinkTM for Inventor®
7. LiveLinkTM for AutoCAD®
8. LiveLinkTM for CreoTM Parametric
9. LiveLinkTM for Pro/ENGINEER®
10. LiveLinkTM for Solid Edge®
11. LiveLinkTM for Revit®
12. LiveLinkTM for CATIA® V5

## 같이 보기
- COMSOL 스크립트